# La última cena (película de 1976)
La última seca es una película cubana de 1976, dirigida por Tomás Gutiérrez Alea y producida por el Instituto Cubano del Arte e Industria Cinematográficos (ICAIC), basada en El ingenio, del historiador cubano Manuel Moreno Fraginals.

## Argumento
A fines del siglo XVIII, en una plantación de caña de azúcar, el dueño, un conde (Nelson Villagra), al más puro estilo europeo, en un acto de expiación, reúne a 12 esclavos y les lava los pies el día Jueves Santo. Luego los invita a cenar a solas con él, momento en que aprovecha para hablarles del sacrificio de Cristo y de su acto de amor hacia los hombres. Los esclavos, bebidos, entran en confianza y comienzan a señalarle sus inquietudes sobre su condición y el malestar que les genera la violencia de Manuel, el capataz.
El conde, utilizando las enseñanzas cristianas, va justificando la esclavitud, la necesidad de un capataz estricto y que sólo soportando el dolor y la resignación ellos lograrán entrar en el Paraíso. Los esclavos no entienden nada, pero sienten que la idea del Paraíso es muy lejana y que su único deseo es la libertad. En ese momento, Pascual, un viejo esclavo, se acerca al conde y le pregunta si es posible que le permita acortar el plazo para que pueda comprar su libertad, señalando que le queda menos de un año, a lo que el conde, grandilocuente, le dice: "Pascual, eres libre". Acto seguido, el esclavo silente comienza a abandonar el salón, pero súbitamente se detiene; luego de un silencio, el conde le pregunta qué le sucede, a lo que el anciano no responde. Lo invita nuevamente a la mesa y le pregunta si está contento, si no se siente feliz de ser libre, a lo que Pascual responde que sí. "Entonces, ¿qué es lo que te sucede?", pregunta el conde, y agrega que entiende que Pascual no tiene a dónde ir. 
Levantándose de la mesa, con un fuerte grito les pregunta a los demás si es para eso que quieren libertad, que ellos no comprenden que la riqueza del hombre no es la libertad y les narra una anécdota de Francisco de Asís cuya moraleja es que no son las cosas que ofrezcamos ni las que tenemos las que nos provocan felicidad, ya que esta reside en soportar estoicamente todo el dolor del mundo por amor a Dios, por lo que los esclavos deben saber que con su dolor y su amor a Dios van a lograr entrar en el Paraíso.
El conde está convencido de que con este acto de humildad él logrará alcanzar la salvación y darle un sentido más humano a la cruel esclavitud en que se encuentran sometidos sus trabajadores. 
Al día siguiente, el conde despierta y se vuelve a su casa, deja la plantación, es Viernes Santo y les había prometido a los esclavos que no trabajarían; sin embargo, Manuel, el capataz, a punta de látigo los obliga, pero Sebastián y Bambuqué, dos de los esclavos elegidos, se rebelan y logran capturarlo, y se provoca una rebelión. Los esclavos insisten en esperar al conde, ya que él les había prometido el día libre. Envían a Ambrosio y Antonio, que le habían caído en gracia la noche de la cena, para que hablen con él y lo conduzcan al cañaveral. En el camino se encuentran con el conde y sus hombres, quienes sin preguntar matan a Antonio. Ambrosio huye, pero ya es tarde: Sebastián mata al capataz e incendian la hacienda, por lo que el conde y sus hombres comienzan a matar a los esclavos.
En la iglesia están los cuerpos de Manuel, una mujer blanca, Antonio y otro esclavo. Al verlos, el conde reacciona con ira, señalando que los salvajes no merecen estar en la casa de Dios y ordena sacarlos y matar a los restantes participantes de la cena. Al ver que en un rincón de la iglesia está Pascual, el viejo esclavo liberado, ordena que lo maten y que corten su cabeza y que la coloquen en un lugar visible, como escarmiento. Luego de esto, comienza una encarnizada cacería que termina con la captura de casi todos los contertulios del Jueves Santo.
En las escenas finales se ve al conde poniendo la piedra de una nueva iglesia, en homenaje al capataz Manuel y, tras de ellos, 12 picas en las que están las cabezas de once de los desafortunados invitados a la cena del conde. En la última escena, Sebastián, el único esclavo sobreviviente, se ve huyendo hacia los montes.

## Elenco
- Nelson Villagra
- Silvano Rey
- Luis A. García
- José Antonio Rodríguez
- Samuel Claxton
- Mario Balmaseda
- Idelfonso Tamayo
- Julio Hernández
- Tito Junco Martínez
- Andrés Cortina
- Manuel Puig
- Francisco Borroto
- Alfredo O’Farrill
- Mario Acea
- Mirtha Ibarra
- Elio Mesa
- Luis Salvador Romero
- Leandro M. Espinosa
- Miguel Guerra
- José Díaz

## Premios
- Premio del Jurado Colón de Oro. Festival de Cine Iberoamericano de Huelva. España. 1977
- Seleccionado como uno de los filmes más significativos del año. Selección Anual de la Crítica. La Habana, Cuba. 1977
- Filme Destacado del Año. Festival Internacional de Cine de Londres. Inglaterra
- Mejor filme extranjero exhibido en 1977. Críticos Cinematográficos de Venezuela.
- Primer premio Hugo de Oro. Festival Internacional de Cine de Chicago. Estados Unidos. 1978
- Gran Premio. Festival de Cine. Figueira da Foz, Portugal. 1978
- Gran Vencedor del Jurado Popular. Muestra Internacional de Cine de São Paulo. Brasil.
- Gran Premio. Festival Cinematográfico Ibérico y Latinoamericano. Biarritz, Francia. 1979[2]